# Jonathan Lopez
Jonathan Lopez (né en 1969) est un écrivain et historien de l'art américain. 

## Biographie
Jonathan Lopez fait ses études dans les écoles publiques de New York dont la Bronx High School of Science. En 1987 il va et à Cambridge et en 1991 à  l'Université Harvard.

## Œuvres
- The Man Who Made Vermeers retrace l'histoire vraie du peintre et faussaire en art Han van Meegeren. Le livre est adapté au cinéma par Dan Friedkin sous le titre Le Dernier Vermeer (The Last Vermeer)[1]